# جسی ویلیامز (ورزشکار دو و میدانی)
جسی ویلیامز (انگلیسی: Jesse Williams؛ زادهٔ ۲۷ دسامبر ۱۹۸۳) ورزشکار پرش ارتفاع اهل ایالات متحده آمریکا است.
وی در مسابقات کشوری و بین‌المللی در مجموع برندهٔ ۱ مدال طلا شده‌است.